# Pär Hulkoff
Kurt Pär Einar Hulkoff (* 25. August 1980 in Karungi) ist ein schwedischer Musiker und Sänger in den Genres Metal und Country. Seit 2008 ist er der Frontmann der Band Raubtier und seit 2017 Kopf des Projekts Hulkoff.

## Leben
Hulkoff wurde 1980 in Karungi geboren und hat einen Bruder. 1989 bekam er eine Gitarre geschenkt, besuchte sechs Monate lang die städtische Musikschule und begann bald, Lieder zu schreiben. In der Schule in Karungi gründete er mit einem weiteren Gitarristen und einem Schlagzeuger seine erste Band, auf dem Gymnasium in Haparanda folgten weitere. Später spielte er in der Band Hunter Killer, die sich nach drei Auftritten auflöste. Um die Jahrtausendwende spielte Hulkoff Gitarre in der belgischen Progressive-Metal-Band Karyan, 2001 für die schwedische Power-Metal-Band The Storyteller als Pärka Kankanranta. Von 2002 bis 2004 war er Leadgitarrist der Power-Metal-Band Viperine, in der auch Mathias Lind spielte. Die Band veröffentlichte neben einer Demoaufnahme mit drei Stücken nur das Album The Predator Awakens. Bereits hier schrieb Hulkoff Texte mit ähnlichen Bezügen wie später bei Raubtier und sang gelegentlich auch.
2002 war er Leadgitarrist der Power-Metal-Band Winterlong, in der Thorbjörn Englund Bassist und später Sänger war. Englund spielte später Bass bei Raubtier. Ab 2005 spielte Hulkoff als Payre Hulkoffgarden Gitarre bei Atomkraft. 2008 gründete Hulkoff mit dem Schlagzeuger Mathias Lind, mit dem er zuvor bei Viperine gespielt hatte, die Band Raubtier. In dieser Band ist er Gitarrist, Keyboarder und Sänger. Beim Video zu Sveriges Elit übernahm Hulkoff Regie und Produktion.
Mit der Band Raubtier und dem Scar-Symmetry-Bassisten Kenneth Seil bildet er seit 2012 auch das Country-Projekt Bourbon Boys. Sein seit 2017 bestehendes Projekt Hulkoff besteht neben ihm aus Anders Johansson und dessen Sohn Niklas. Die Gruppe veröffentlichte bisher vier Singles und das Album Kven, die von Jonas Kjellgren abgemischt und gemastert wurden. Auf den Aufnahmen ist zudem der russische Geiger Misha Talanov zu hören. Im Gegensatz zu den Songtexten bei Raubtier sind die der Gruppe alle in englischer Sprache verfasst.
Hulkoff ist verheiratet und war Infanterist der schwedischen Armee. Er geht auf die Jagd, vornehmlich mit dem Bogen, betreibt ein kleines Jagdgeschäft und ist Besitzer von Schlittenhunden. Er besitzt die eingetragene Firma Einar Productions. Hulkoff betrachtet sich als Angehöriger des kvenischen Volkes.

## Texte
Hulkoff schreibt die Texte für alle seine Gruppen. Seine Texte beschäftigen sich oft mit militärischen, mythologischen und apokalyptischen Themen. Hierbei wird oftmals ein militarisiertes Bild von Ehre, Männlichkeit und Freiheit beschrieben. Auch übermäßiger Alkoholkonsum wird oft thematisiert. Weitere Motive sind gewalttätiger Hass und Rachegedanken. Zudem setzen sich viele seiner Texte mit dem aktuellen Zeitgeist auseinander, wobei Hulkoff unter anderem auf waidmännische Motive zurückgreift, um das ländliche Leben gegenüber dem in der Stadt als besser darzustellen.

## Diskografie

### Alben
| Jahr | Titel Musiklabel              | Höchstplatzierung, Gesamtwochen, AuszeichnungChartsChartplatzierungen (Jahr, Titel, Musiklabel, Platzierungen, Wochen, Auszeichnungen, Anmerkungen) | Anmerkungen                                             |
| Jahr | Titel Musiklabel              | SE | Anmerkungen                                             |
| ---- | ----------------------------- | --- | ------------------------------------------------------- |
| 2017 | Kven Faravid Recordings       | SE37 (1 Wo.)SE | Erstveröffentlichung: 17. November 2017 Format: CD, LP  |
| 2020 | Pansarfolk Faravid Recordings | SE8 (1 Wo.)SE | Erstveröffentlichung: 25. September 2020 Format: CD, LP |
| 2021 | Ragnarök Faravid Recordings   | SE22 (1 Wo.)SE | Erstveröffentlichung: 22. Oktober 2021 Format: 2CD      |
| 2023 | Hersir Faravid Recordings     | — | Erstveröffentlichung: 15. Dezember 2023                 |

### Mit Raubtier
Studioalben

| Jahr | Titel Musiklabel                                  | Höchstplatzierung, Gesamtwochen, AuszeichnungChartsChartplatzierungen (Jahr, Titel, Musiklabel, Platzierungen, Wochen, Auszeichnungen, Anmerkungen) | Anmerkungen |
| Jahr | Titel Musiklabel                                  | SE | Anmerkungen |
| ---- | ------------------------------------------------- | --- | --- |
| 2009 | Det finns bara krig BD Music                      | SE17 (1 Wo.)SE | Erstveröffentlichung: 2009, Erscheinungsformate: CD, LP Re-Release 2012 durch Despotz Records, LP-Release 2019 durch Faravid Recordings. |
| 2010 | Skriet från vildmarken Rattlesnake Productions    | SE14 (3 Wo.)SE | Erstveröffentlichung: 2010, Erscheinungsformate: CD Re-Release 2012 durch Despotz Records.                                               |
| 2012 | Från Norrland till helvetets port Despotz Records | SE4 (6 Wo.)SE | Erstveröffentlichung: 2012, Erscheinungsformate: CD, LP                                                                                  |
| 2014 | Pansargryning Despotz Records                     | SE5 (8 Wo.)SE | Erstveröffentlichung: 2014, Erscheinungsformate: CD, LP                                                                                  |
| 2016 | Bärsärkagång Despotz Records                      | SE3 (4 Wo.)SE | Erstveröffentlichung: 2016, Erscheinungsformate: CD, LP                                                                                  |
| 2019 | Överlevare Faravid Recordings                     | SE10 (2 Wo.)SE | Erstveröffentlichung: 2019, Erscheinungsformate: CD, LP                                                                                  |

### Mit Bourbon Boys
- Shotguns, Trucks & Cattle (2013)
- Hail to the Chief (2013)

### Sonstige
- mit Viperine: Three-Track-Demo (2002, Demo)
- mit Karyan: Karyan (2003, EP)
- mit Viperine: The Predator Awakens (2004)
- mit Atomkraft: Cold Sweat (2011, EP)

### Gastauftritte und -beiträge
- 2005: Winterlong – Winterlong (Gitarre in Bloodshred)
- 2010: Torture Division – (Evighetens dårar) auf Evighetens dårar III (Gesang)
- 2014: Skeleton Birth – War Diary (Leadgitarre)
- 2014: mit Sabaton – En hjältes väg auf Heroes (Gesang)
- 2015: für Roadhouse Diet – Ain't Got The Time auf Ain't Got The Time (Text)[16]
- 2016: mit Snowy Shaw – Alcoholocaust (Auftritt im Video)
- 2017: für Flying Tigers: Shadows Over China (Videospiel, Komponist von These Guns)[17]
- 2018: mit Thobbe Englund – Viking auf The Draining of Vergelmer[18]